# Mabel Manzotti
Mabel Manzotti (geboren 28. Juli 1938 in Pergamino, Provinz Buenos Aires; gestorben 25. Januar 2012 in Buenos Aires, Argentinien) war eine argentinische Film- und Theaterschauspielerin.

## Leben
Manzotti studierte Schauspiel am Conservatorio Nacional de Arte Escénico. In ihrer 40-jährigen Karriere trat sie in dutzenden Theaterstücken, Fernsehfilmen und Kinofilmen auf. Bekanntheit erlangte sie mit ihrem Auftritt in der Fernsehserie „El botón“ von Alberto Olmedo und Jorge Porcel. 1970 wirkte sie an ihrem ersten Kinofilm mit. 1981 wurde sie mit einem Premio Konex ausgezeichnet.
Im November 1999 wurde sie für die Partei UCR als Nachrückerin für die Ministerin Graciela Fernández Mejide ins Unterhaus des Argentinischen Nationalkongress gewählt.

## Krankheit und Tod
Ab Anfang 2011 war sie nach einem zerebrovaskulären Anfall halbseitig gelähmt. Nach einjähriger Krankheit verstarb sie am 25. Januar 2012.

## Filmografie
- 1969: El botón (TV-Serie, 19 Folgen)
- 1970: Verano de mi ciudad (TV-Serie)
- 1970: El chaleco (TV-Serie, 3 Folgen)
- 1969–1970: Domingos de teatro cómico (TV-Serie, 2 Folgen)
- 1969–1970: Domingos de mi ciudad  (TV-Serie, 4 Folgen)
- 1970: Blum
- 1971: Locos de verano (TV-Serie, 19 Folgen)
- 1971: Vamos a soñar por el amor
- 1971: Los grandes relatos (TV-Serie)
- 1972: ¿De quiénes son las mujeres?
- 1973: Gorosito y señora (TV-Serie, 19 Folgen)
- 1973: El chupete (TV-Serie, 19 Folgen)
- 1975: Juan del Sur (TV-Serie, 19 Folgen)
- 1976: Sola
- 1979: Verano de mi ciudad (3 Folgen)
- 1979: El rey de los exhortos
- 1981: Los especiales de ATC (TV-Serie, 1 Folge)
- 1986: Seré cualquier cosa, pero te quiero
- 1996: Besos en la frente
- 2000–2002: Tiempofinal (TV-Serie, 2 Folgen)
- 2005: Yo quiero ser bataclana (Kurzfilm)
- 2007: Más que un hombre
- 2008: Vidas robadas (TV-Serie, 127 Folgen)